# Frederic de Ratisbona
|  | Per a altres significats, vegeu «Sant Frederic». |

Frederic de Ratisbona (Ratisbona, Baviera, segona meitat del segle xiii - 1329) fou un germà llec augustinià. És venerat com a beat per l'Església catòlica.

## Biografia
Nascut a Ratisbona al si d'una família modesta, va ingressar a l'Orde de Sant Agustí al convent de Sant Nicolau de la seva ciutat com a germà llec. El convent era llavors el més important de l'orde a tot Baviera, i en 1290 va hostatjar el capítol general en el qual s'establiren les constitucions agustinianes.
Hi va treballar com a llenyataire i fuster, però va destacar per la seva caritat, amor a la pregària i la devoció al Santíssim Sagrament, que van fer que la comunitat el tingués en gran estima.
Va morir al monestir el 29 de novembre de 1329.

## Veneració
Fou sebollit a l'església de Santa Cecília de Ratisbona. Se li atribuïren miracles i guaricions, i en 1481 es recolliren en un volum per incoar el procés de beatificació. Finalment, el papa Pius X el va proclamar beat el 12 de maig de 1909. És el patró dels germans llecs de l'Orde de Sant Agustí.
Se sap poc de la seva vida; en canvi, abunden les llegendes, recollides al segle xvi per Hieronymus Streitel, prior i cronista augustinià de Ratisbona. Una d'elles diu que un dia que estava treballant, com que no podia arribar a temps a la comunió, un àngel la hi portà i li donà directament de les seves mans.